# Emirato di Bukhara
L'Emirato di Bukhara (in persiano: امارت بخارا; in uzbeco: BYKCOPO AMIPΠI, Buxoro amirligi) fu uno Stato islamico esistito dal 1785 al 1920, diretto successore del Khanato di Bukhara, e divenuto protettorato dell'Impero russo dal 1873 al 1917. Confinava a sud con l'Afghanistan e la Persia, ad est col Khanato di Kokand, ad ovest col Khanato di Khiva.
Il 2 settembre 1920 sotto la spinta del gruppo della Yeni Bukharlylar, l'ultimo emiro Mohammed Alim Khan abdicò, e l'8 ottobre l'emirato venne invaso dai bolscevichi del Turkestan, divenendo così la Repubblica Sovietica Popolare di Bukhara, che sarà poi annessa dall'URSS.

## Storia

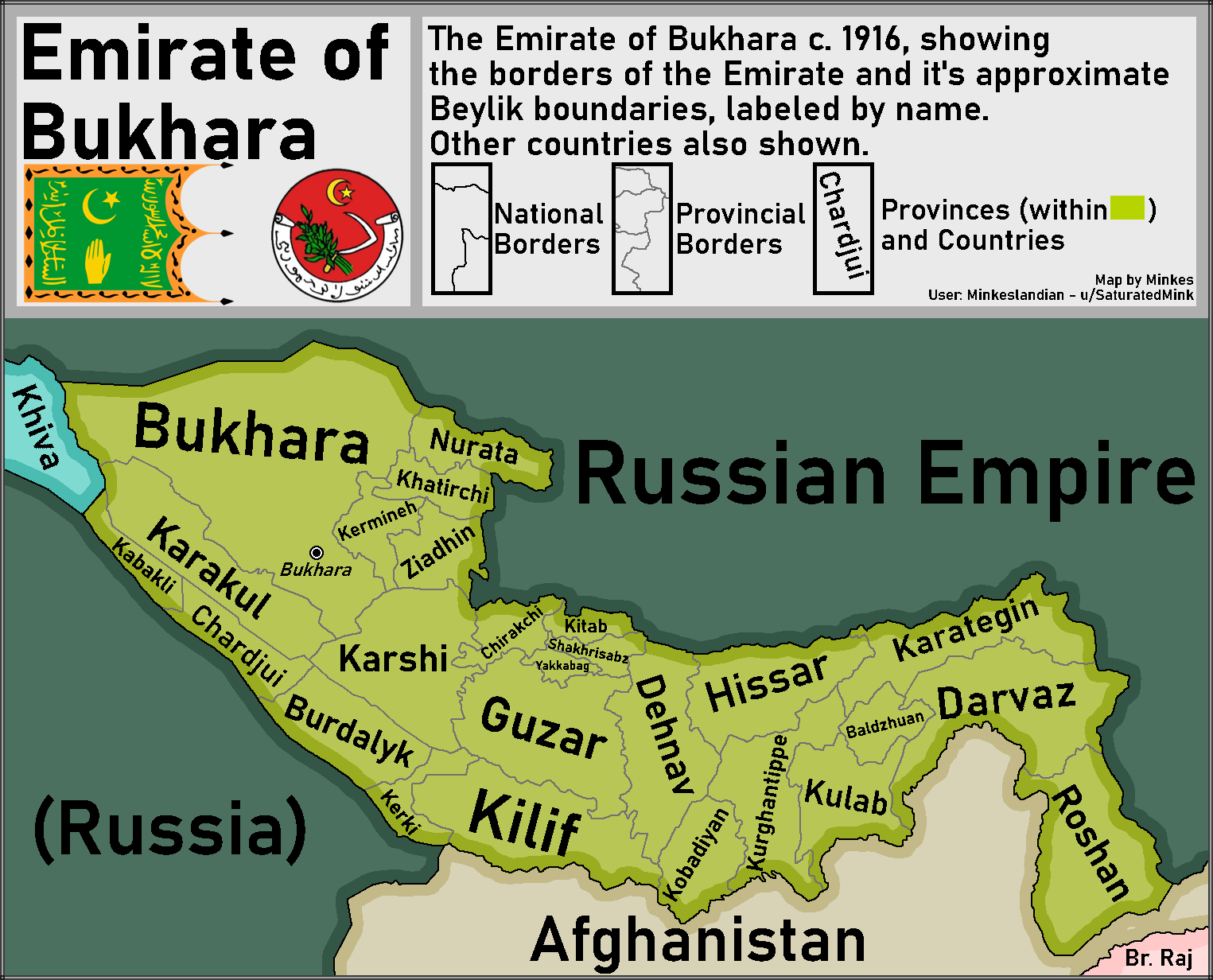
Mappa dei baliaggi del Khanato di Bukhara.

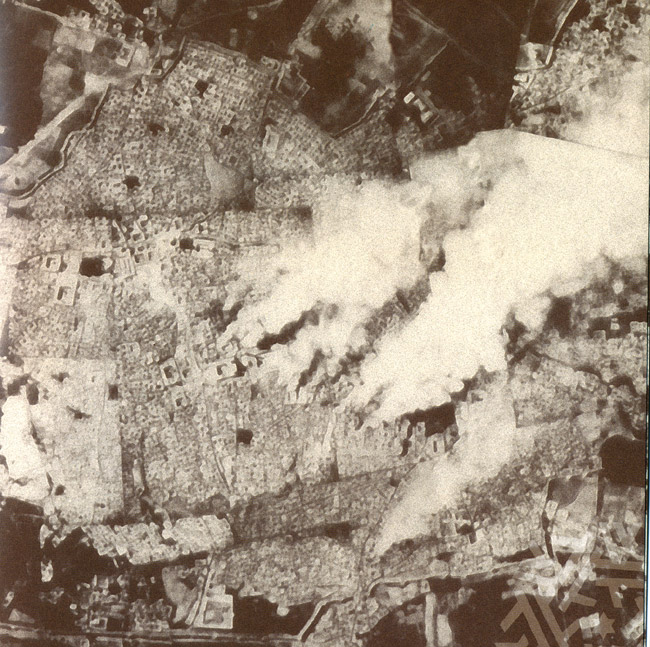
Incendi a Bukhara durante l'attacco dell'Armata Rossa il 1º settembre 1920

L'emirato di Bukhara venne costituito ufficialmente nel 1785, con la presa del potere da parte dell'emiro Shah Murad, il quale istituì la dinastia dei Manghit e divenne primo sovrano locale.
Uno dei pochi Stati dell'Asia centrale dopo l'Impero mongolo a non essere governato da un discendente di Genghis Khan, basava la propria legittimazione sui principi islamici e per questo prese il titolo islamico di emiro anziché khan.
Nel corso del XVIII secolo, gli emiri riuscirono ad ottenere l'effettivo controllo su tutto il Khanato di Bukhara, dalla loro posizione di ataliq; dagli anni '40 del Settecento, quando il khanato venne conquistato da Nadir Shah di Persia, era comunque chiaro che gli emiri detenessero il pieno potere. Nel 1747, dopo la morte di Nadir Shah, l'ataliq Muhammad Rahim Bi uccise Abulfayz Khan e suo figlio, ponendo così fine alla dinastia dei Janidi, ponendo al suo posto un sovrano fantoccio sino a quando, dopo la morte di Abu l-Ghazi Khan, Shah Murad non ottenne il trono per sé.
Fitzroy Maclean narra in Eastern Approaches come Charles Stoddart e Arthur Conolly vennero giustiziati da Nasrullah Khan nell'ambito del Grande gioco, e di come Joseph Wolff, noto come "il missionario eccentrico", riuscì a sfuggire a una simile sorte quando si portò a cercare le tracce dei due nel 1845.
Nel 1868, l'emirato perse la guerra contro l'Impero russo che aspirava a conquistare la regione. La Russia annetté gran parte del territorio dell'emirato, inclusa l'importante città di Samarcanda. Nel 1873, il restante territorio divenne un protettorato russo, e venne ben presto circondato dal governatorato generale del Turkestan.
I riformisti nell'emirato trovarono l'emiro troppo conservatore Mohammed Alim Khan ed in un tentativo di compiere una vera e propria rivoluzione popolare si rivolsero ai bolscevichi russi chiedendo loro assistenza militare. l'Armata Rossa lanciò un attacco allo stato nel marzo del 1920, e poi un secondo nel settembre di quello stesso anno. L'emirato di Bukhara venne conquistato dai bolscevichi e rimpiazzato dalla Repubblica Sovietica Popolare di Bukhara. Attualmente, il territorio del defunto emirato è perlopiù compreso nell'Uzbekistan, con parti nel Tagikistan, nel Turkmenistan e nel Kazakistan.

## Emiri
- 1785-1800: Shahmurad
- 1800-1826: Haydar bin Shahmurad
- 1826-1827: Mir Hussein bin Haydar
- 1827: Umar bin Haydar
- 1826-1860: Nasrullah Khan
- 1860-1886: Muzaffar bin Nasrullah
- 1886-1911: Abd al-Ahad Khan
- 1911-1920: Mohammed Alim Khan